# سوزي أورباخ
سوزي أورباخ (ولدت في 6 نوفمبر 1946) هي معالجة نفسية ومحللة نفسية وكاتبة وناقدة اجتماعية بريطانية. صدر كتابها الأول بعنوان البدانة هي قضية نسوية، حلّلت فيه سيكولوجية اتباع النظام الغذائي والإفراط في تناول الطعام لدى النساء، وشنّت حملة ضد الضغط الإعلامي على الفتيات للشعور بعدم الرضا عن مظهرهن الجسدي. وهي متزوجة من المؤلفة جانيت وينترسون. تم تكريمها في جائزة BBC's 100 Women في عامي 2013 و 2014.   كانت المعالجة للأميرة ديانا، أميرة ويلز خلال التسعينيات. 

## الخلفية
وُلدت أورباخ في لندن عام 1946 لعائلة يهودية ونشأت في مزرعة تشوك في شمال لندن.  والدتها كانت معلمة امريكية، ووالدها النائب العمالي البريطاني موريس أورباخ.  حصلت أورباخ على منحة دراسية من مدرسة شمال لندن كوليجيت.    رغم طردها في سن الخامسة عشرة،  استمرت أورباخ في دراسة التاريخ الروسي في مدرسة الدراسات السلافية، لكنها غادرت في عامها الأخير.  ثم انتقلت بعدها إلى نيويورك لدراسة القانون، لكنها لم تكمل تدريبها، ثم التحقت بدورة دراسات المرأة في كلية ريتشموند، جامعة مدينة نيويورك، وتخرجت بدرجة البكالوريوس (مع مرتبة الشرف العليا) في عام 1972.   استذكرت أورباخ الوقت الذي قضته هناك في ملحق التايمز التعليمي بعد 30 عامًا، ووصفت الدورة بأنها "تتعلق بالأفكار المعاصرة والنسوية والتاريخ - كل الأشياء التي كانت مناسبة لي تمامًا. كانت مثل جامعة بديلة ".  حصلت بعد ذلك على درجة الماجستير في الرعاية الاجتماعية من جامعة ولاية نيويورك في ستوني بروك في عام 1974 وعلى درجة الدكتوراه في التحليل النفسي من جامعة كوليدج لندن في عام 2001. 

## الحياة المهنية
أسست أورباخ مركز علاج النساء مع لويس آيتشنباوم في عام 1976، وفي عام 1981 أسست معهد مركز علاج النساء، وهو معهد تدريب في نيويورك وأطلقت عليه اسم "جمال حقيقي".
أورباخ  هي أيضا عضو في المجموعة التوجيهية لحملة الثقة بالجسم، التي شاركت في تأسيسها لين فيذرستون وجو سوينسون في مارس 2010. 
كانت أورباخ باحثة وزائرًة في المدرسة الجديدة للبحوث الاجتماعية في نيويورك وكانت أستاذًا زائرًا في كلية لندن للاقتصاد لمدة 10 سنوات. تدير المعهد البريطاني للعلاقات. وهي منظمة تناضل من أجل تنوع الجسم، وهي أحد مؤسسيه  وعضو مجلس إدارته Antidote، يعمل المعهد من أجل محو الأمية العاطفية. أورباخ هي أيضًا أحد مؤسسي جمعية المعالجين النفسيين ومستشاري المسؤولية الاجتماعية.  تحاضر أورباخ وتبث محاضراتها على نطاق واسع في جميع أنحاء العالم وقد تحدثت عنها العديد من الصحف، مثل الجارديان. 

### عملها
تدير أورباخ عيادة طبية، تستقبل فيها الأزواج والعازبين على حدٍ سواء للمشورة والعلاج.

## الحياة الشخصية
انفصلت أورباخ عن جوزيف شوارتز، والد طفليها، بعد أكثر من 30 عامًا.
وفقًا للكاتبة جانيت وينترسون، التي  تزوجتها في عام 2015، فإن أورباخ "اطلقت على نفسها اسم ما بعد الجنس الآخر".  لكنهما انفصلتا في عام 2019. 

## مؤلفاتها
تطرق كتاب أورباخ الأول، البدانة قضية نسوية، إلى مشاكل علاقات النساء بأجسادهن وأكلهن.  لقد نظرت في هذا الكتاب إلى المعاني اللاشعورية للسمنة والنحافة ولماذا يأكل الناس عندما لا يكونون جائعين جسديًا. كما طورت طرقًا للتغلب على الأكل القهري. كتبها الأخرى التي تتناول الطعام والجسد هي البدانة قضية نسوية 2 و إضراب عن الطعام و عن الأكل وآخر كتاب لها "الأجسام". في كتاب الأجسام، اقترحت نظرية جديدة حول كيفية اكتسابنا للإحساس الجسدي بالذات. يتضمن الكتاب دراسات حالة لمبتوري الأطراف والأطفال الذين تم تبنيهم أو رعايتهم ويقدم نقدًا للجمال والنظام الغذائي والأسلوب والصناعات الدوائية بالإضافة إلى التفكير الحالي في أزمة "السمنة".
ثمة مجال مهم آخر في عملها يتعلق بديناميات العلاقات الإنسانية. يناقش كتاب "ما تريده النساء" (شاركت في تأليفه لويز آيتشنباوم) ديناميكيات الأزواج، وخاصة الأزواج من جنسين مختلفين، ويفحص قضايا التبعية وتأثير العلاقات بين الأم والابنة على شعور الشخص البالغ بذاته. أما كتاب "حلو مر" ركزت فيه أورباخ وآيتشنباوم على ضرورة وجود علاقة عاطفية أكثر ديمقراطية، أعيدت تسمية الكتاب إلى "الآن بين النساء" (شاركت في تأليفه أيضًا لويز آيتشنباوم) وركز على الصداقات وعلاقات العمل والحب بين النساء. يصف هذا الكتاب الارتباط الاندماجي الذي يمكن أن يحدث بين النساء والنضال من أجل تحقيق الارتباط الانفصامي. في كتاب "فهم المرأة"، وضعت أورباخ وإيتشنباوم نظرية عن نفسية الأنثى بناءً على عملهما في مراكز علاج النساء وعرضا مفهوم "الفتاة الصغيرة بالداخل".

### أجسام كاذبة
ترى سوزي أورباخ الذات الزائفة على أنها واحدة نمت فيها جوانب معينة من الذات بشكل مفرط (تحت ضغط الوالدين) على حساب الآخرين؛ والنتيجة هي عدم ثقة دائم فيما ينشأ تلقائيًا عن الفرد نفسه.  ترى أورباخ أن الجسد الأنثوي الزائف على وجه الخصوص مبني على التماهي مع الآخرين، على حساب الإحساس الداخلي بالأصالة والموثوقية.  قد يسمح تفكيك الإحساس الجسدي المتجانس ولكن الزائف في عملية العلاج بظهور مجموعة من المشاعر الجسدية الحقيقية (حتى وإن كانت مؤلمة في كثير من الأحيان) لدى المريض. 

### الصحافة
شغلت أورباخ دورًا لمدة عشر سنوات في صحيفة الغارديان، حيث كتبت عن المشاعر في الحياة العامة والخاصة. ومقالاتها مقسمة إلى مجلدين: ما حدث بالفعل هنا ونحو محو الأمية العاطفية. لا تزال تكتب في الصحف والمجلات وتنشط على عدة جبهات.

### كتب
- أورباخ، سوزي (2018). في العلاج - قصة تتكشف لندن: كتب الملف الشخصي.
- أورباخ، سوزي (2016). في العلاج لندن: كتب الملف الشخصي.
- 9780448227856
- 9780425093870
- 9780465088645
- 9780698112100
- 9780393022780
- 9780712614764

نُشر في الولايات المتحدة بعنوان:Orbach، Susie؛ Eichenbaum، Luise (1988). Between women: love, envy, and competition in women's friendships. New York, N.Y.: Viking. ISBN:9780670811410. بين النساء: الحب والحسد والمنافسة في صداقات النساء. نيويورك، نيويورك: فايكنغ. رقم ISBN 9780670811410 .
- Orbach، Susie (1994). What's really going on here. London: Virago. ISBN:9781853817984.
- Orbach، Susie (1999). Towards emotional literacy. London: Virago. ISBN:9781860496547.
- Orbach، Susie (2005). The impossibility of sex. London: Karnac. ISBN:9781780495842.
- Orbach، Susie (2002). On eating. London: Penguin. ISBN:9780141007519.
- Orbach، Susie (2009). Bodies. New York: Picador. ISBN:9780312427207.
- Orbach، Susie؛ Appignanesi، Lisa؛ Holmes، Rachel (2013). Fifty shades of feminism. London: Virago. ISBN:9781844089451.

## روابط خارجية
- الخريجون الفخريون في جامعة إسكس - دكتوراة
- سوزي أورباخ في قاعدة بيانات الأفلام على الإنترنت

<nowiki>